# Шариф Рази
Шариф (или Сайид) ар-Рази, или Абу-ль-Хасан Мухаммад ибн аль-Хусейн аль-Мусави (970 или около 970, Багдад — 27 июня 1015 или 1016, Багдад) — известный арабский иракский литератор и историк, выдающийся поэт, составитель одной из главных сакральных книг шиитского ислама «Нахдж аль-балага» («Путь красноречия»), представляющую собой сборник проповедей, писем и мудрых наставлений первого имама шиитов Али ибн Абу Талиба.
Шариф ар-Рази жил в эпоху правления династии Буидов (334 гг. хиджры/946 г. н. э. — 447 г. хиджры/1056 г. н. э.), которая стала периодом расцвета арабской литературы.

## Биография

### Происхождение и семья
Шариф ар-Рази появился на свет в религиозной семье, являясь сейидом (потомком пророка Мухаммеда) как по отцовской, так и по материнской линии.
Отец Шарифа ар-Рази, Абу Ахмад Хусейн ибн Муса был потомком седьмого имама шиитов-двунадесятников Мусы аль-Казима и служил управляющим делами сейидов Ирака, а впоследствии был похоронен в сакральном комплексе имама Хусейна в Кербеле. После смерти отца Шариф ар-Рази унаследовал его должность, ибо ещё при его жизни выступал в качестве его официального представителя. В этом качестве Шариф ар-Рази также возглавлял караваны паломников, отправлявшихся в хадж.
Мать Шарифа ар-Рази, Фатима, была набожной и авторитетной в религиозной среде женщиной. Она также относилась к сейидам и вела своё происхождение от четвёртого имама шиитов Али ибн аль-Хусейна Зайн аль-Абидина ас-Саджада. Мать Шарифа ар-Рази прославилась тем, что именно по её просьбе шейх Муфид написал книгу «Ахкам ан-ниса», в которой собрал все правила фикха, касающиеся женщин.
Родной брат Шарифа ар-Рази, сейид Муртаза, был выдающимся шиитским богословом и факихом своего времени. Он достиг больших высот в области шариатских наук и получил титул Алам аль-худа («Знамя руководства»). Сейиду Муртазе принадлежит немало трудов по каламу, фикху, усуль аль-фикх, литературе, грамматике, поэзии — в частности, «аш-шафи фи-ль-имама», «аль-Гурар ва-д-дурар», «аз-захира фи усуль аль-фикх». У него также был поэтический диван, содержавший более 20 000 стихов.
Единственный сын Шарифа ар-Рази — Абу Ахмад Аднан — также стал знаменитым богословом своего времени.

### Образование
Вместе со своим старшим братом Сейидом Муртазой Шариф ар-Рази ещё в детском возрасте начал обучаться у шейха Муфида. Однако в дальнейшем Шариф ар-Рази выбрал в качестве собственной стези политику и литературу, в то время как его брат Сейид Муртаза сосредоточился целиком и полностью на изучении фикха.
При этом Шариф ар-Рази не ограничился лишь шиитским кругом учителей, среди его наставников были учёные разных мазхабов и направлений.
Так, в число учителей Шарифа ар-Рази также входили:
- маликитский факих Абу Исхак Ибрахим ибн Ахмад Табари,
- грамматик Абу Али Хасан ибн Ахмад Абд аль-Гаффар аль-Фарси,
- Абу Саид Хасан ибн Абдуллах ибн Марзбан аль-Багдади (известный также как Кази Сирафи),
- мутазилитский учёный Абу-ль-Хасан Кази Абд аль-Джаббар ибн Ахмад аль-Багдади,
- Абу Яхъя Абд ар-Рахим ибн Мухаммад Фарики (известный как Хатиб аль-Мисри),
- кадий Багдада Абу Мухаммад Абдуллах ибн Мухаммад аль-Асади аль-Акфани,
- Абу-ль-Фатх Усман ибн аль-Джинни аль-Мусили аль-Багдади,
- Абу-ль-Хасан Али ибн Иса Рабаи аль-Багдади аш-Ширази,
- Абу-ль-Касим Иса ибн Али ибн Иса Давуд ибн Джаррах аль-Багдади,
- Абу Бакр Мухаммад ибн Муса аль-Хорезми аль-Багдади,
- ханафитский учёный Мухаммад ибн Яхъя ибн Махди Абу Абдуллах аль-Джурани,
- Абу Мухаммад Сахл ибн Ахмад ибн Абдуллах ибн Сахл аль-Дибаджи.

### Дар аль-Ильм
Шариф ар-Рази рано начал собственную преподавательскую деятельность. Одной из его значительных заслуг было открытие школы под названием Дар аль-Ильм, располагавшейся неподалёку от его собственного дома в местечке Карх. Данная школа, снабжённая также большой библиотекой, занимала несколько строений, в ней проходили уроки, собрания и академические дебаты между исследователями. Шариф ар-Рази лично занимался администрированием школы, управлял делами студентов и заведовал библиотекой, в которой были собраны самые важные книги по арабскому языку и исламу. Школа Дар аль-Ильм дала исламскому миру немало интеллектуалов, которые стали широко известны во всех его уголках от Египта до Ирана.

### Ученики
Следующие из учеников Шарифа ар-Рази стали выдающимися учёными:
- Абу Зейд Сеййид Абдуллах аль-Кабайики аль-Хусейни аль-Джурани;
- Абу Абдуллах шейх Мухаммад ибн Али Хульвани.
- Абу-ль-Хасан Сейид Али ибн Биндар ибн Мухаммад Кази Хашими.
- Абу Абдуллах шейх Джафар ибн Мухаммад ибн Ахмад Дурьясти Абаси.
- Хафиз Абу Мухаммад Абд ар-Рахман ибн Аби Бакр Хузаи Нишабури.
- Абу Бакр Нишабури Ахмад ибн Хусейн ибн Ахмад Хузаи.
- Абу-ль-Хасан Махъяр Дайлами ибн Марзавейх.
- Кази Абу Мансур Мухаммад ибн Аби Наср Укбари Муаддиль Багдади.

### Поэтическая стезя
Поэтический дар пробудился в Шарифе ар-Рази ещё в детстве, когда ему было 10 лет. Диван сейида Рази состоит из 16 300 стихотворений, и он пользовался необычайной популярностью уже при его жизни.
Буидский визирь Ирана, Сахиб ибн Аббад, будучи выдающимся писателем и любителем книг, был тонким ценителем поэзии Шарифа ар-Рази и однажды приказал сделать полную копию его дивана лично для себя, а поэт, в свою очередь, сочинял в честь визиря касыды.
Шариф ар-Рази состоял в переписке с выдающимися поэтами своего времени, которые высоко ценили его литературный слог и произведения. Данная переписка сохранилась и издана в виде трёхтомника.

### Смерть
Шариф ар-Рази умер в месяц мухаррам 404 или 406 года хиджры в возрасте 45 или 47 лет. Похоронный намаз по нему читал визирь Абу Галиб Фухр аль-Мульк.

## Труды

### Нахдж аль-балага
«Нахдж аль-балага» («Путь красноречия») — главный труд Шарифа ар-Рази, это сборник проповедей, писем и мудрых изречений первого имама шиитов Али ибн Абу Талиба. Как отмечал сам Шариф ар-Рази, его изначальный план был более амбициозным: по аналогии с «Путём красноречия», он хотел составить аналогичные сборники проповедей, писем и наставлений остальных одиннадцати имамов шиитского ислама.
По признанию Шарифа ар-Рази, этот сборник не является всеобъемлющей энциклопедией хадисов от имама Али ибн Абу Талиба. Кроме того, он не сосредотачивался на определении достоверности этих текстов, сконцентрировавшись на образцах красноречия. В частности, изъяном данного сборника с точки зрения науки о хадисах (илм аль-хадис) изначально было отсутствие иснадов к хадисам, приведённым в «Нахдж аль-балага».
Однако в дальнейшем шиитские учёные проверили цепочки передатчиков всех этих хадисов и с помощью методов, принятых в шариатских науках, восстановили иснады большинства из них, подтвердив их аутентичность и достоверность сборника. В частности, Халликан Ирбили (ум. 1282 г. н. э.) досконально исследовал данный вопрос в своём труде «Вафиат аль-айан». Самым же полным исследованием по вопросу об аутентичности «Нахдж аль-балага» является труд «Масаил Нахдж аль-балага ва санидух» за авторством Сеййида аль-Хусейни, восстановившего подавляющее большинство инсадов. Впрочем, некоторые отдельно взятые тексты были признаны им слабыми, или же ему вообще не удалось найти их в иных шиитских книгах. В частности, это касается хутбы № 226, цепочка передатчиков к которой не была обнаружена.
С другой стороны, здесь важно учитывать одну особенность шиитского подхода к хадисоведению (илм аль-хадис): ни один сборник не признаётся шиитскими учёными стопроцентно достоверным, и, с другой стороны, наличие в каком-либо своде недостоверных хадисов не является поводом для выбраковки всего свода и исключения его из числа «канонических» — статус каждого конкретного хадиса рассматривается по отдельности. Тем более, что даже те включённые в «Нахдж аль-балага» тексты, которые не удалось обнаружить в иных шиитских источниках, вполне могут претендовать на аутентичность, учитывая, что шиитские книги на протяжении истории целенаправленно уничтожались религиозно-политическими противниками шиитов — тем более, что некоторые хадисы могли передаваться через несколько цепочек передатчиков, и слабая из них могла сохраниться, а сильная — быть утерянной.
«Нахдж аль-балага» является важнейшим достоверным источником для шиитов. Что касается суннитов, то большинство из них не признают данный сборник, ссылаясь на противоречия в текстах и отсутствие источников и передатчиков, по которым можно было бы судить о достоверности труда.

### Талхис аль-байан фи маджазат аль-Кур’ан
Шариф ар-Рази много занимался исследованиями в области арабской риторики и лингвистики, которые суммировал в своём труде «Талхис аль-байан фи маджазат аль-Кур’ан», посвящённом кораническим метафорам. Это исследование, представлявшее собой не экзегетику, а филологический трактат, было эксклюзивным для своего времени. Книга долгое время сохранялась в сугубо рукописном варианте и была издана в печатном виде лишь в 1950 г.

### Хакаик ат-та’виль фи муташабих ат-танзиль
Это эзотерическое толкование Корана, по своему объёму превосходящее знаменитый тафсир Абу Джафара ат-Табари. В этом экзегетическом труде Шариф ар-Рази сконцентрировался на комментариях к иносказательным (муташабиха) аятам Корана. Это толкование было расценено современниками Шарифа ар-Рази как уникальное.

### Маджазат аль-асар ан-набавиййа
Ещё одной важной работой Шарифа ар-Рази является книга «Маджазат аль-асар ан-набавиййя», в которой Шариф ар-Рази собрал наглядные примеры красноречия пророка Мухаммеда, собрав 361 его изречение с метафорическим подтекстом. Данная книга была написана уже после главного труда его жизни — «Нахдж аль-балага», ибо в труде «Маджазат аль-асар ан-набавиййа» он часто ссылается на «Путь красноречия», однако до создания «Талхис аль-байан». Работа «Маджазат аль-асар ан-набавиййа» неоднократно издавалась в Египте, Ираке и Иране.

### Хасаис аль-Аимма
В этой книге Шариф ар-Рази повествует о личностных качествах двенадцати имамов шиитского ислама, об их жизненном пути, наставлениях и исторических обстоятельствах, в которых они жили. Аналогичный труд под названием «Хасаис Амир аль-Му’минин Али ибн Абу Талиб, алейхи-с-салам» Шариф ар-Рази специально посвятил личности первого имама шиитов Али ибн Абу Талиба.